# Ilse Busch
Ilse Busch (* 1. Februar 1919 in Celle; † 28. September 1991) war eine deutsche Politikerin (SPD) und Abgeordnete des Hessischen Landtags.

## Ausbildung und Beruf
Ilse Busch besuchte die Volksschule und die Gymnasien in Wilhelmshaven und Saarbrücken und legte 1938 das Abitur in Kiel ab. Nach dem Arbeitsdienst folgte 1939 bis 1943 die Kriegsdienstverpflichtung. Seit 1950 war sie in Volkshochschule und anderen Organisationen in Hann. Münden tätig. Ab 1960 arbeitete sie als freie Mitarbeiterin bei Zeitungen und Rundfunk.
Ilse Busch heiratete 1942 in erster Ehe und bekam ein Kind. 1944 fiel ihr Mann im Krieg. 1947 heiratete sie in zweiter Ehe und bekam ein weiteres Kind.

## Politik
Seit 1952 war Ilse Busch Mitglied der SPD. Sie war von 1966 bis 1974 Vorsitzende der Arbeitsgemeinschaft der Frauen im SPD-Bezirk Hessen-Süd. Kommunalpolitisch war sie von 1956 bis 1964 als Stadtverordnete in Hanau und von 1964 bis 1968 als ehrenamtliche Stadträtin tätig.
Vom 1. Dezember 1966 bis zum 30. November 1974 war Ilse Busch Mitglied des Hessischen Landtags. 1969 war sie Mitglied der 5. Bundesversammlung.